# 사우게이완역
사우게이완역 (중국어 정체자: 筲箕灣, 광둥어 예일: Sāaugēiwāan, Shau Kei Wan)은 홍콩 지하철 공도선의 역이다. 홍콩섬 북동부 사우게이완에 위치해 있으며, 지하에 위치한 역이자 섬식 승강장 구조로 되어 있다. 역 상징색은 푸른색이다.

## 역사
1982년 5월 올드리치베이 (Aldrich Bay)라고 하는 새 간척지에 역이 건설되기 시작하였으며, 시공사는 개먼 컨스트럭션이었다. 굴착 공사 과정에서 나온 흙의 규모는 총 110,438세제곱미터에 달했다. 지하 12m, 길이 190m인 사우게이완역은 강판을 적층하여 만든 가물막이댐 내에서 아래부터 위로 시공하는 방식으로 공사가 진행되었다. 이와 더불어 역 구조 자체가 그 위를 지나가는 동구주랑이라는 신설 고가도로를 지지하도록 설계되었다.
1985년 5월 31일 공도선 1단계 구간 개통과 함께 영업에 들어갔으며, 2005년 10월에는 스크린도어가 승강장에 설치되었다.

## 역 구조
1번과 2번 승강장이 하나의 섬식 승강장을 공유하는 구조로 되어 있다.
| G         | 지상층                     | 출구                                |
| L1        | 대합실                     | 고객센터, MTR 샵                    |
| L1        | 대합실                     | 자판기, ATM기                       |
| L2 승강장 | 승강장 1                   | → 공도선 차이완 방면 (항파췬) →     |
| L2 승강장 | 섬식 승강장, 오른쪽문 열림 |                                     |
| L2 승강장 | 승강장 2                   | ← 공도선 케네디타운 방면 (사이완호) |

### 출구
- A1: 퍼펙트 마운트 가든
- A2: 포만가
- A3: 사우게이완 버스터미널
- B1: 사우게이완가 동단
- B2: 홍콩해방박물관
- B3: 올드리치베이로
- C: 몽룽가
- D1: 담궁사, 홍콩예술학교
- D2: 올드리치 가든[3]

## 대중교통
역 출구 B1 쪽으로 나가서 사우게이완가 동단을 따라가다보면 홍콩 트램의 사우게이완 정거장이 있다.